# 舞台芸術

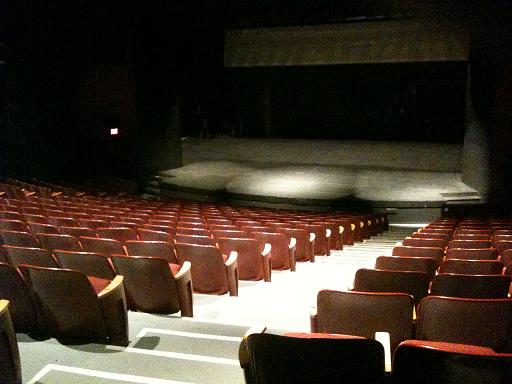
劇場における舞台の例

舞台芸術（ぶたいげいじゅつ、英: performing arts）とは、演劇や歌舞伎、ミュージカルなどにおける、舞台や空間上で行われる芸術の総称。

## 概要
音楽や美術、言語など、様々な要素が用いられるが、本質的には、表現者と観客が同じ時間と空間を共有しつつ、その場で作品の実体が生み出されていく形態の芸術を指す。その際に、表現者が作品実体を提示していく場所が「舞台」であると定義できる。つまり舞台芸術とは、必ずしも劇場で行うことが成立の条件とされているわけではない。
舞台芸術の分野としては、演劇、音楽、舞踊などがある。また、日本の伝統的な舞台芸術としては、能、狂言、歌舞伎、日本舞踊、文楽などがある。これらの分野はいずれも、その分野内に多様なスタイル、流派などを内包している。
なお、文化行政では音楽、演劇、舞踊が、舞台芸術の三本柱とされている。また、広義では曲芸や落語など各種の演芸、さらには格闘技から派生したため舞台の代わりにリングを用いて試合を行うプロレス、また大道芸などのストリートパフォーマンスの一部なども舞台芸術の範疇に含む場合もある。

## 舞台芸術の一覧

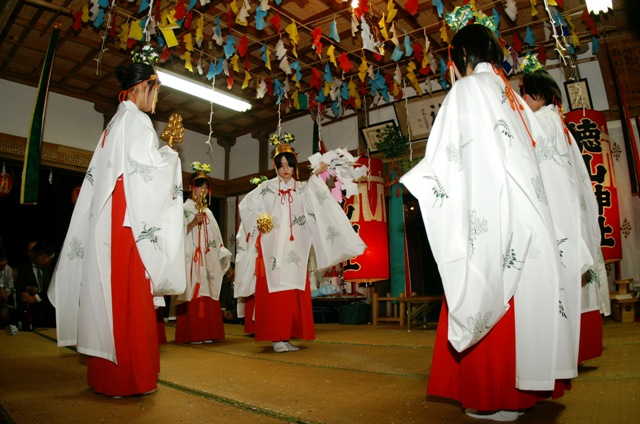
神楽／画像は巫女神楽。

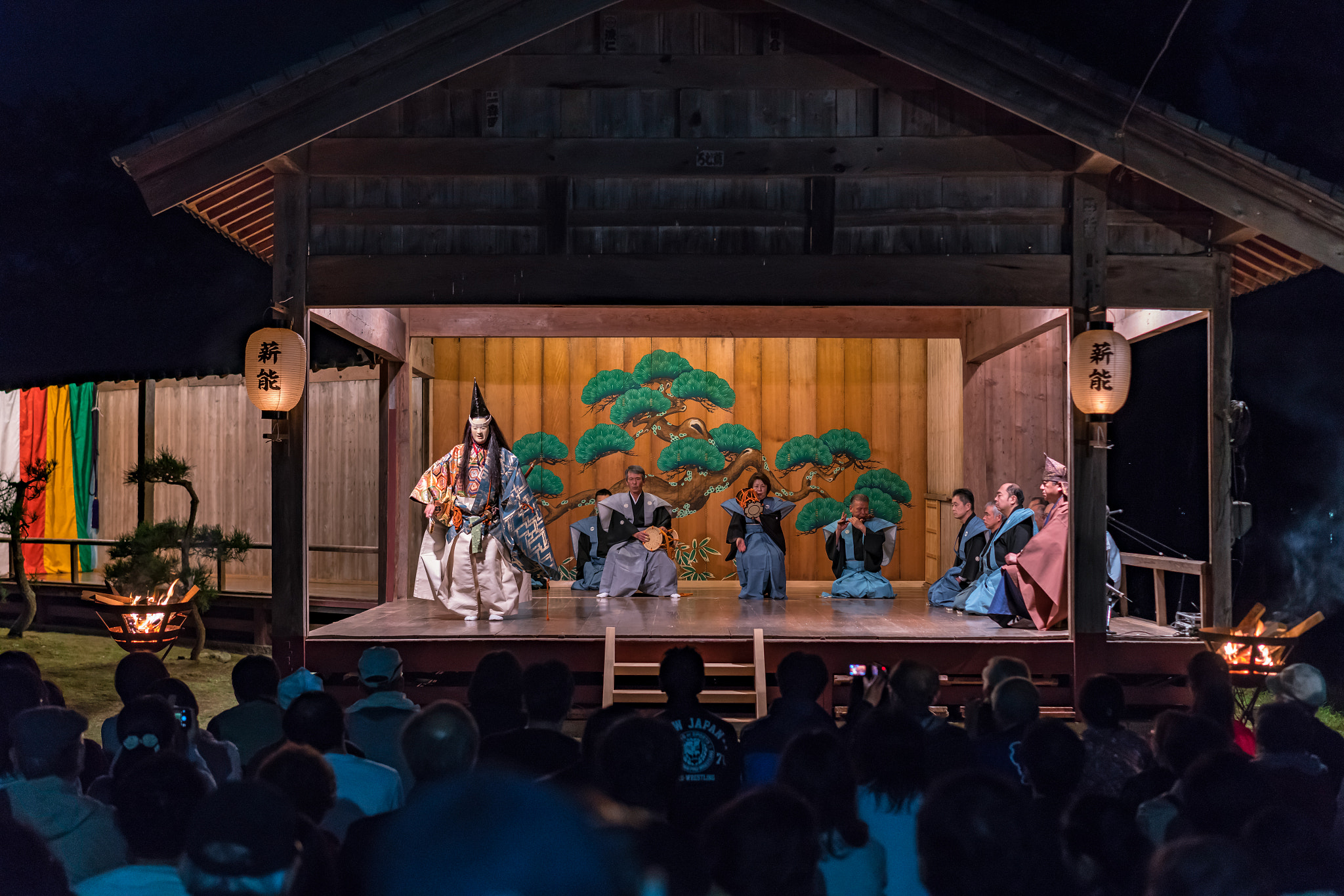
能

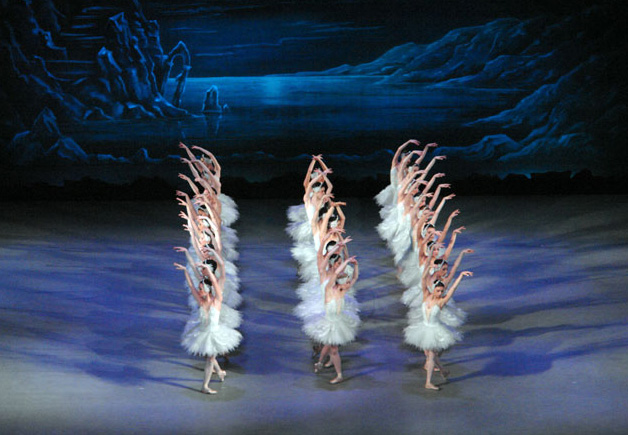
バレエ／画像はクラシックバレエ『白鳥の湖』の舞台。

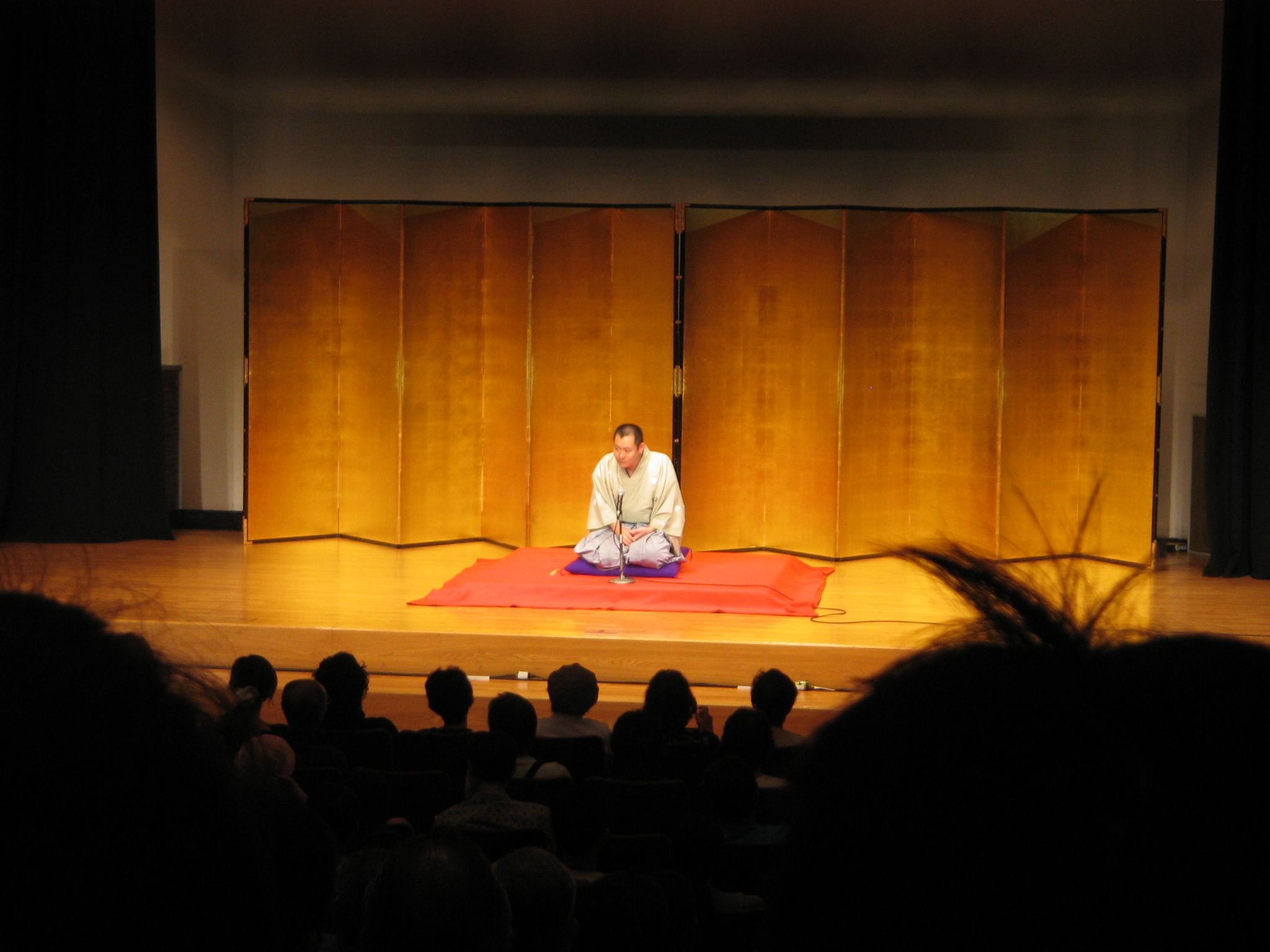
落語の口演

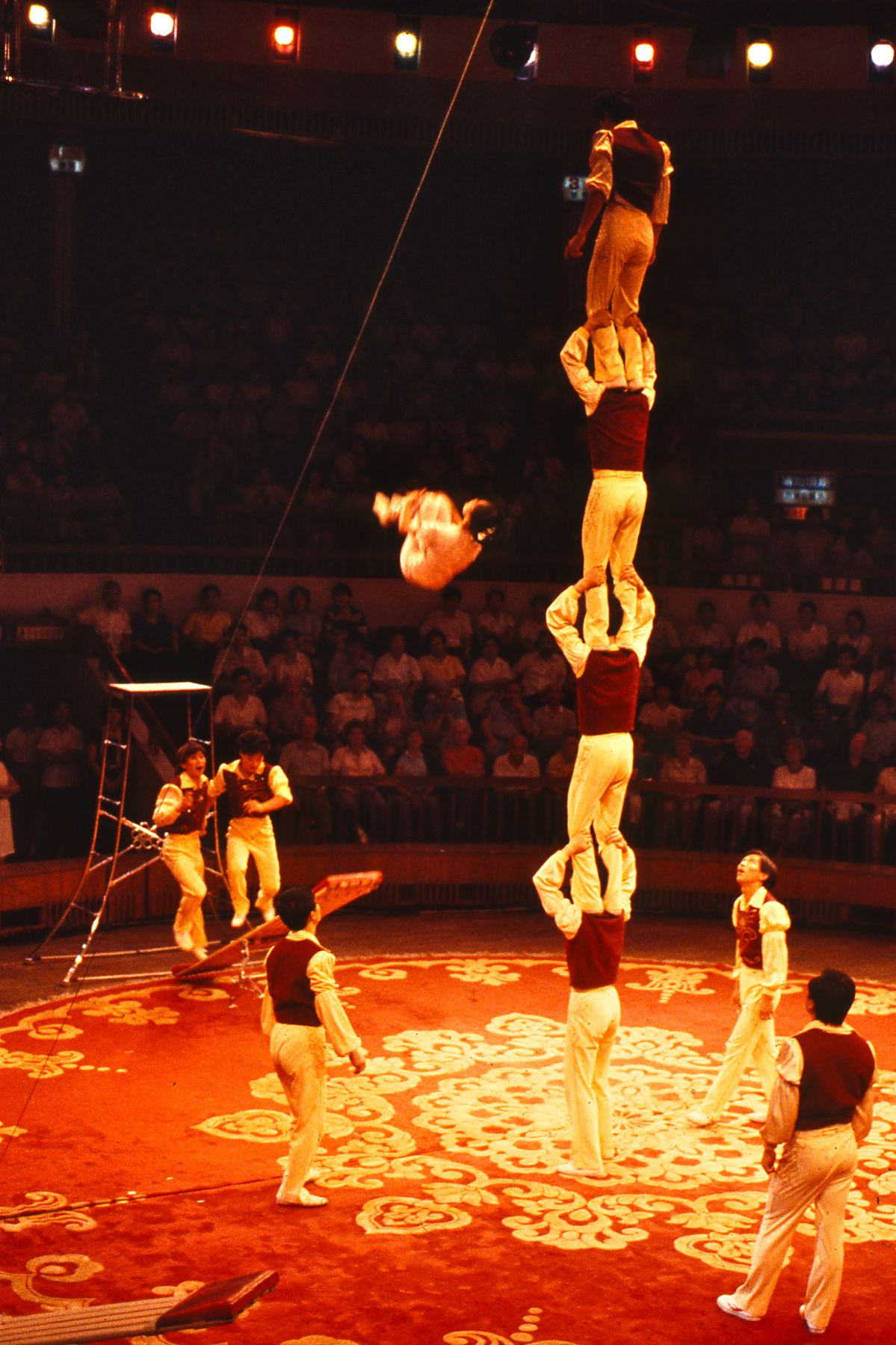
曲芸／画像は中国の雑技団がロイター板を使った曲芸を披露しているところ。

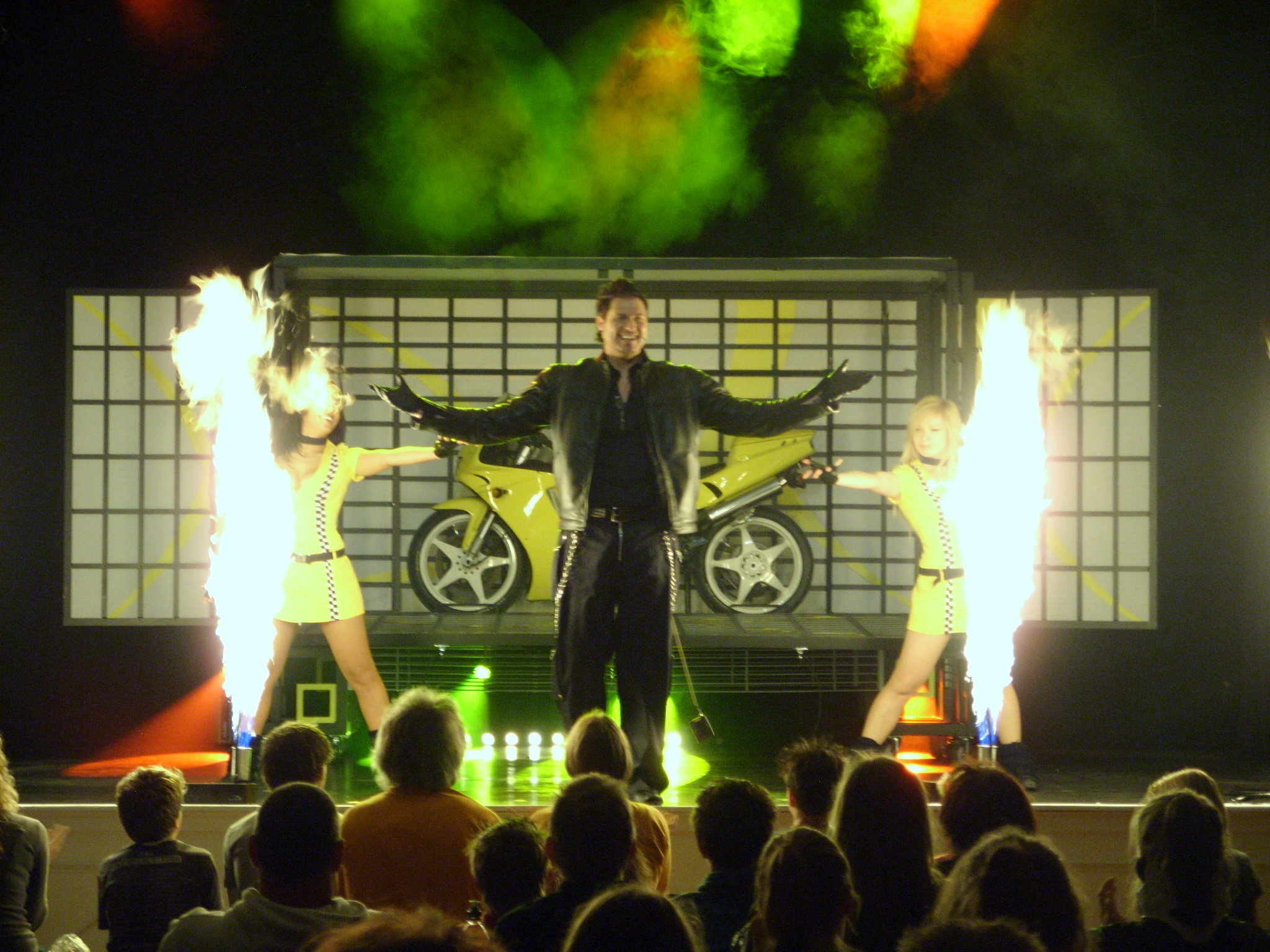
手品／画像はステージマジックの一種であるイリュージョンマジックショー。

ここでは、数ある舞台芸術のなかで主要と思われるものを列挙する。
- 音楽演奏
  - 音楽コンサート、音楽ライブ
- 舞踊
  - 現代舞踊
  - コンテンポラリー・ダンス
- 民族舞踊
- 演劇
- 人形劇
- オペラ
- バレエ
- ミュージカル

### 日本の伝統的舞台芸術
- 神楽
- 雅楽
- 舞楽
- 能
- 狂言
- 歌舞伎
- 人形劇
  - 人形浄瑠璃文楽（文楽）
- 日本舞踊
- 組踊
- 民謡
- 大衆演劇

### 演芸
- 落語
- 講談
- 漫談
- 漫才
- コント
- 手品
- 曲芸
- 物真似
- カラオケ
- 性風俗のストリップ

### その他
- サーカス
- 大道芸
- パントマイム
- パフォーマンスアート
- プロレス
- 即興
- ハプニング
- チャットレディ